# Championnat d'Allemagne junior de go
Le championnat d'Allemagne junior de go est la compétition de jeu de go permettant de distinguer le meilleur jeune joueur d'Allemagne.

## Palmarès

### Champion de laRépublique Fédérale d'Allemagne
- 1988 : Franz-Josef Dickhut
- 1989 : Franz-Josef Dickhut
- 1990 : Peter von Milczewski

### Champion d'Allemagne
- 1991 : Marko Leipert
- 1992 : Jan Schröer
- 1993 : Emil Nijhuis
- 1998 : Marcel Kienappel
- 2000 : Benjamin Teuber
- 2001 : Anaïce Saalmann
- 2002 : Michel Spode
- 2003 : Michel Spode
- 2004 : Jun Tarumi
- 2005 : Barbara Knauf
- 2006 : Sebastian Engels
- 2007 : Torsten Knauf
- 2008 : Lukas Krämer
- 2009 : Lukas Krämer
- 2010 : Lukas Krämer
- 2011 : Jonas Welticke